# Bisarcio

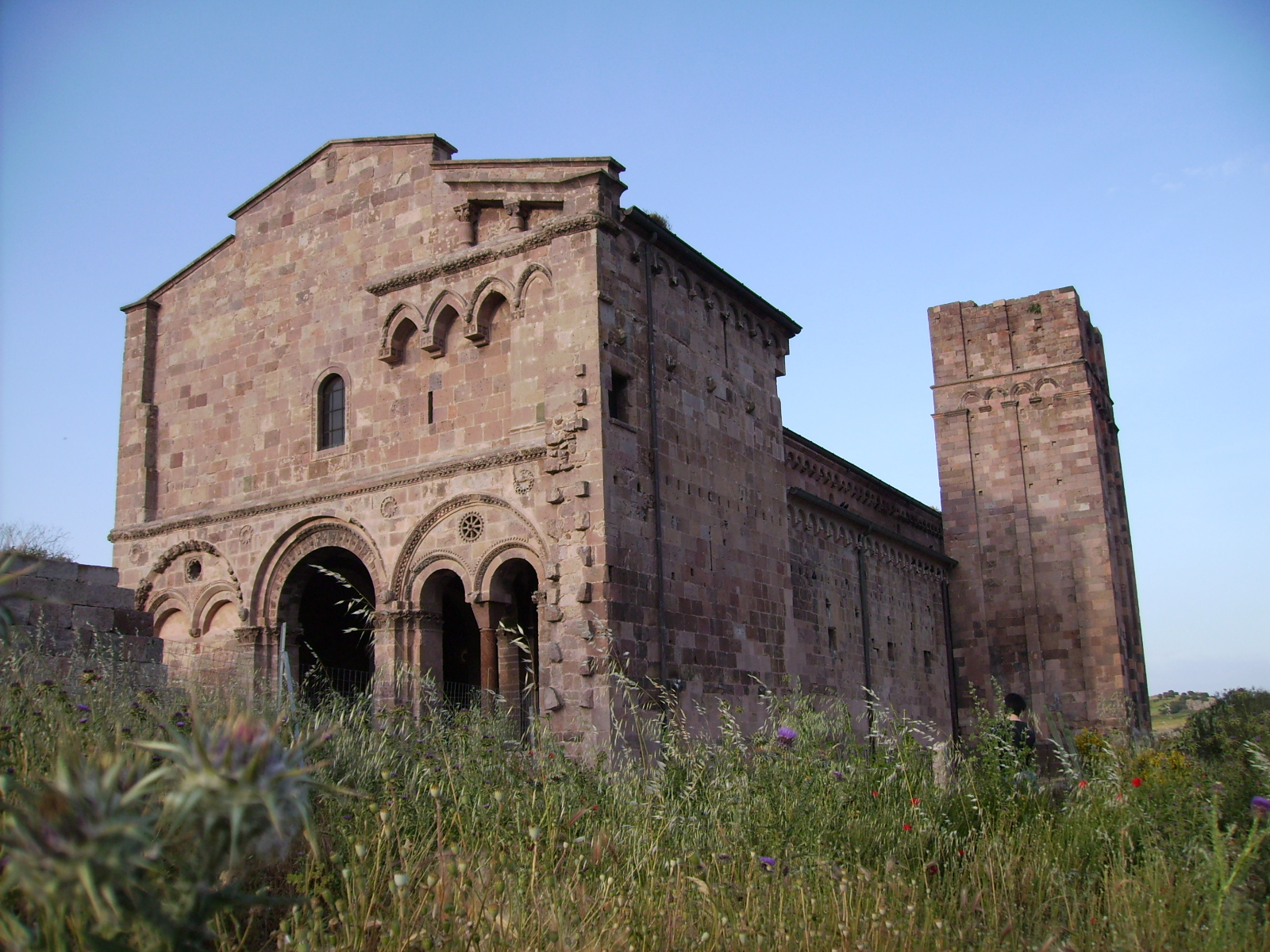
Dawna katedra diecezjalna w Bisarcio

Bisarcio (łac. Bisarchiensis, wł. Diocesi di Bisarcio) – stolica historycznej diecezji w Italii erygowanej w VII wieku, a włączonej w 1503 w skład nowo powstałej diecezji Alghero.
Ruiny Bisarcio znajdują się w pobliżu współczesnego miasta Ozieri, które znajduje się w prowincji Sassari we Włoszech, na Sardynii. Obecnie katolickie biskupstwo tytularne ustanowione w 1997 przez papieża Jana Pawła II.

## Biskupi tytularni
| Lp. | Biskup                   | Funkcja                                   | Od                   | Do               |
| --- | ------------------------ | ----------------------------------------- | -------------------- | ---------------- |
| 1   | Mario Francesco Pompedda | urzędnik Kurii Rzymskiej                  | 29 listopada 1997    | 21 lutego 2001   |
| 2   | Giampaolo Crepaldi       | sekretarz Papieskiej Rady Iustitia et Pax | 3 marca 2001         | 4 lipca 2009     |
| 3   | Mario Toso               | sekretarz Papieskiej Rady Iustitia et Pax | 22 października 2009 | 19 stycznia 2015 |
| 4   | Jorge Cuapio Bautista    | biskup pomocniczy Tlalnepantla (Meksyk)   | 4 marca 2015         | 14 sierpnia 2021 |
| 5   | Ramón Salazar Estrada    | biskup pomocniczy Guadalajary (Meksyk)    | 18 września 2021     |                  |